# Brüttelen
Brüttelen là một đô thị ở huyện Erlach ở bang Berne ở Thụy Sĩ. Đô thị này có diện tích 6,06 km², dân số năm 2005 là 623 người.